# Jesus bleibet meine Freude

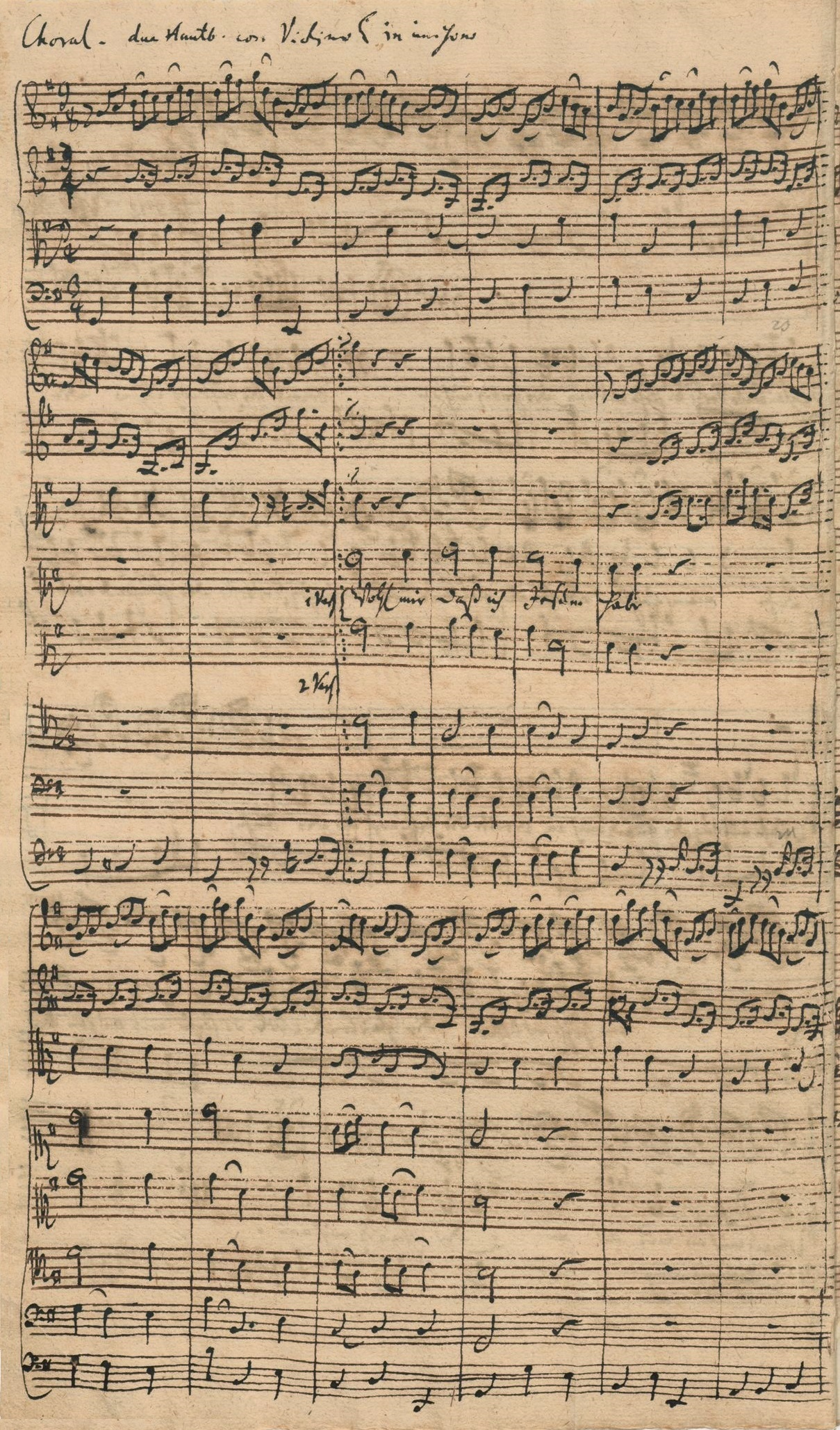
Autografo

Jesus bleibet meine Freude è il titolo di una celebre sezione musicale della cantata Herz und Mund und Tat und Leben, BWV 147, composta da Johann Sebastian Bach nel 1723.
Una trascrizione della pianista inglese Myra Hess (1890-1965) fu pubblicata nel 1926 per pianoforte solista e nel 1934 per due pianoforti. Viene spesso eseguita lentamente e con reverenza durante le cerimonie nuziali, nonché durante le festività cristiane come Natale e Pasqua.

## Storia
Bach compose una versione a quattro parti con accompagnamento orchestrale indipendente di due stanze dell'inno Jesu, meiner Seelen Wonne, scritto da Martin Janus nel 1661, che veniva cantato su una melodia del violinista e compositore Johann Schop, "Werde munter, mein Gemüthe". I movimenti concludono le due parti della cantata.
Bach compose i movimenti del corale (6 e 10) di Herz und Mund und Tat und Leben per coro, tromba, violino, opzionalmente oboe, viola e basso continuo.

## Arrangiamento strumentale
La grande popolarità della musica ha portato a numerosi arrangiamenti e trascrizioni, come per la chitarra classica e, nell'album Switched-On Bach di Wendy Carlos, sul sintetizzatore Moog. Secondo The New Oxford Companion to Music, la trascrizione più famosa per pianoforte è di Dame Myra Hess.

## Testo

### Testo originale
I versi di Jahn esprimono un'amicizia stretta, amichevole e familiare con Gesù, che dà vita al poeta. È stato fatto notare che l'inno tedesco originale era tipicamente un vivace inno di lode, che viene in qualche modo riproposto nell'arrangiamento di Bach. Nella versione inglese, invece, viene tradizionalmente usato un tempo più lento e più maestoso.
|  | Wohl mir, daß ich Jesum habe,                        |  | Beato me perché ho Gesù,                |
|  | o wie feste halt' ich ihn,                           |  | oh quanto forte lo stringo              |
|  | daß er mir mein Herze labe,                          |  | in modo che possa ristorarmi il cuore,  |
|  | wenn ich krank und traurig bin.                      |  | quando sono malato e triste.            |
|  | Jesum hab' ich, der mich liebet                      |  | Ho Gesù, che mi ama                     |
|  | und sich mir zu eigen giebet,                        |  | e si dona interamente a me              |
|  | ach drum laß ich Jesum nicht                         |  | ecco perché non lascerò Gesù            |
|  | wenn mir gleich mein Herze bricht.                   |  | quando sento il cuore che mi si spezza. |
|  | (dal corale Jesu, meiner Seelen Wonne, strofa n. 6)  |  |                                         |
|  |                                                      |  |                                         |
|  | Jesus bleibet meine Freude,                          |  | Gesù rimane la mia gioia,               |
|  | meines Herzens Trost und Saft,                       |  | conforto e linfa del mio cuore,         |
|  | Jesus wehret allem Leide,                            |  | Gesù mi difende da ogni dolore,         |
|  | er ist meines Lebens Kraft,                          |  | egli è la forza della mia vita,         |
|  | meiner Augen Lust und Sonne,                         |  | gioia e sole dei miei occhi,            |
|  | meiner Seele Schatz und Wonne;                       |  | tesoro e piacere della mia anima;       |
|  | darum laß' ich Jesum nicht                           |  | perciò non lascerò Gesù                 |
|  | aus dem Herzen und Gesicht.                          |  | lontano dal cuore e dalla mia vista.    |
|  | (dal corale Jesu, meiner Seelen Wonne, strofa n. 10) |  |                                         |

### Testo inglese
Quella che segue è la versione inglese dell'opera, molto comune nei paesi di lingua inglese, attribuita al poeta laureato Robert Bridges. Non è una traduzione delle stanze utilizzate nella versione originale di Bach, ma si ispira alle stanze dello stesso inno da cui Bach aveva attinto: "Jesu, meiner Seelen Wonne", i cui testi furono scritti nel 1661 da Martin Janus (o Jahn), che veniva cantato sulla melodia dell'inno del 1642 di Johann Schop "Werde munter, mein Gemüte".
Esecuzioni della corale da "Jesus bleibet meine Freude" BWV 147 (Gesù, la gioia del desiderio dell'uomo)
| Jesu, joy of man's desiring, Holy wisdom, love most bright; Drawn by Thee, our souls aspiring Soar to uncreated light. Word of God, our flesh that fashioned, With the fire of life impassioned, Striving still to truth unknown, Soaring, dying round Thy throne. Through the way where hope is guiding, Hark, what peaceful music rings; Where the flock, in Thee confiding, Drink of joy from deathless springs. Theirs is beauty's fairest pleasure; Theirs is wisdom's holiest treasure. Thou dost ever lead Thine own In the love of joys unknown. | O Gesù, gioia del desiderio dell'uomo, Santa saggezza, amore più luminoso; Attratte da Te, le nostre anime aspirano a Salire alla luce non creata. Parola di Dio, che ha modellato la nostra carne, Con il fuoco della vita appassionato, Lottando ancora verso verità sconosciute, Salendo, morire intorno al tuo trono. Nella via dove la speranza conduce, Udite! che musica pacifica suona; Dove il gregge, in te confidando, Beve gioia alle sorgenti immortali. Il loro è il piacere più bello della bellezza; Il loro è il tesoro più santo della saggezza. Non condurrai mai il tuo Nell'amore per le gioie sconosciute. |

## Resa contemporanea
Pete Quaife, il bassista originale dei Kinks, ha inserito la canzone nel brano della Village Green Preservation Society Wicked Annabella nel 1968.
	Jesus bleibet meine Freude, abbreviato semplicemente in Joy, divenne un disco pop nel 1972 quando fu coperto dal gruppo di studio inglese Apollo 100. Raggiunse il sesto posto nella classifica del Billboard Hot 100 degli Stati Uniti 100 durante l'inverno di quell'anno. In Canada Joy ha raggiunto il numero 24. È classificato come il 71° più grande successo degli Stati Uniti del 1972.